# Elicottero antincendio

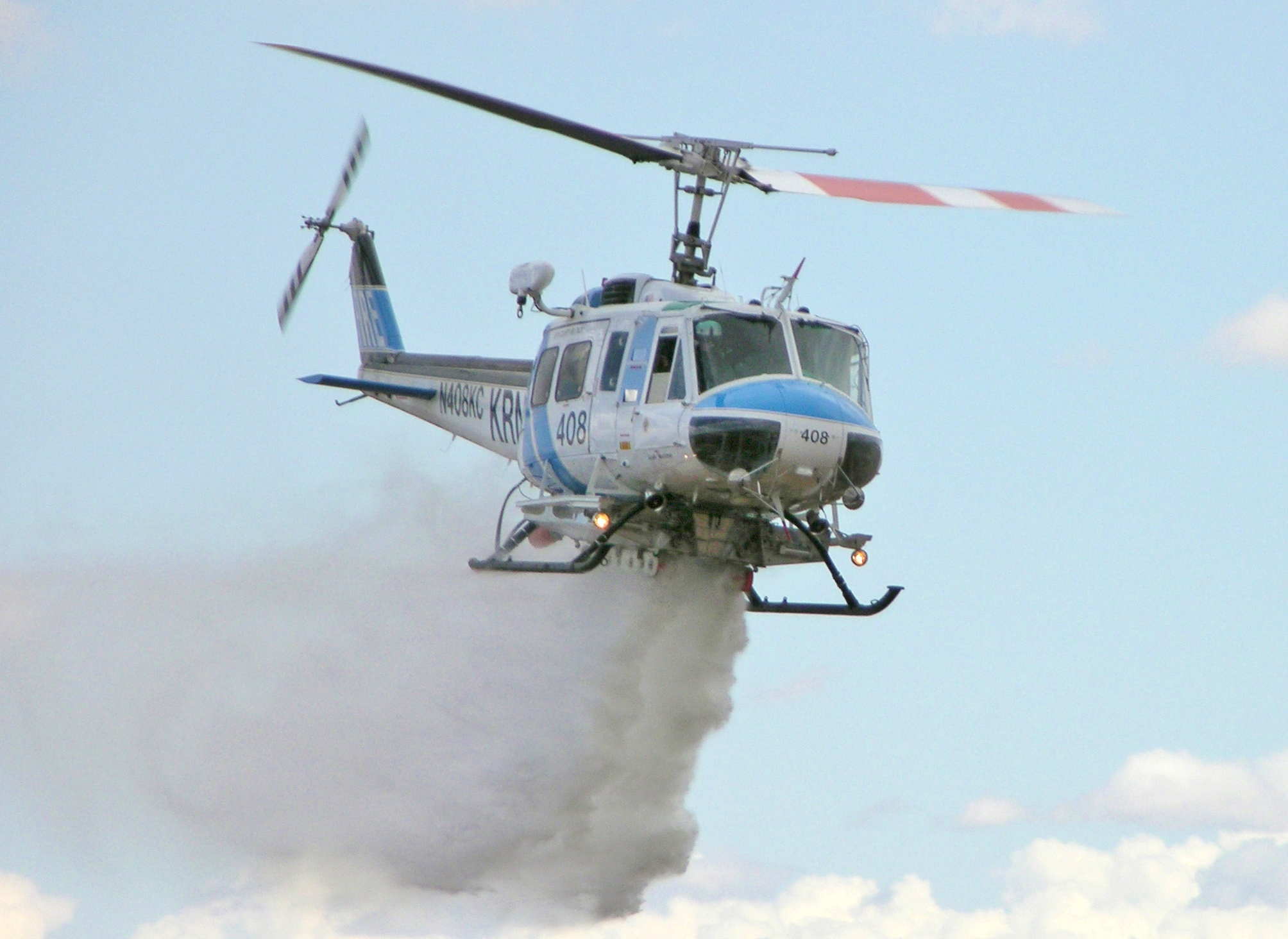
Bell 205A Super Huey mentre rilascia un carico d'acqua

Un elicottero antincendio è un elicottero utilizzato per lo spegnimento di incendi di vaste dimensioni. L'impiego di questi mezzi aerei ha portato alla creazione di un termine specifico per definire la lotta aerea antincendio effettuata con l'ausilio degli elicotteri: helitack, contrazione dell'espressione inglese helicopter attack. Gli elicotteri rivestono un ruolo primario specialmente nelle prime fasi di intervento, quando si cerca di arrestare le fiamme sul nascere prima che si possano propagare.

## Terminologia in inglese

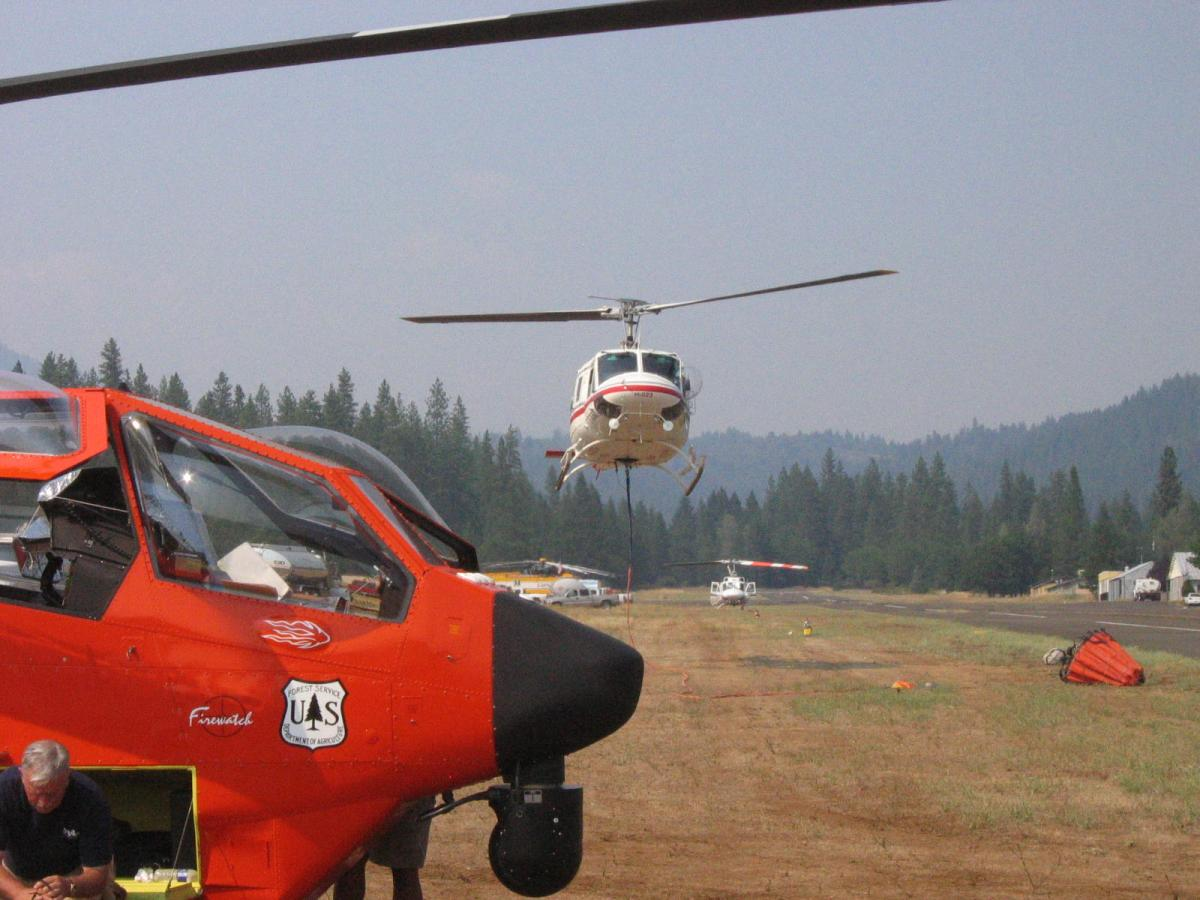
Esempio di un Helibase. Si noti l'AH-1 Cobra in primo piano a sinistra

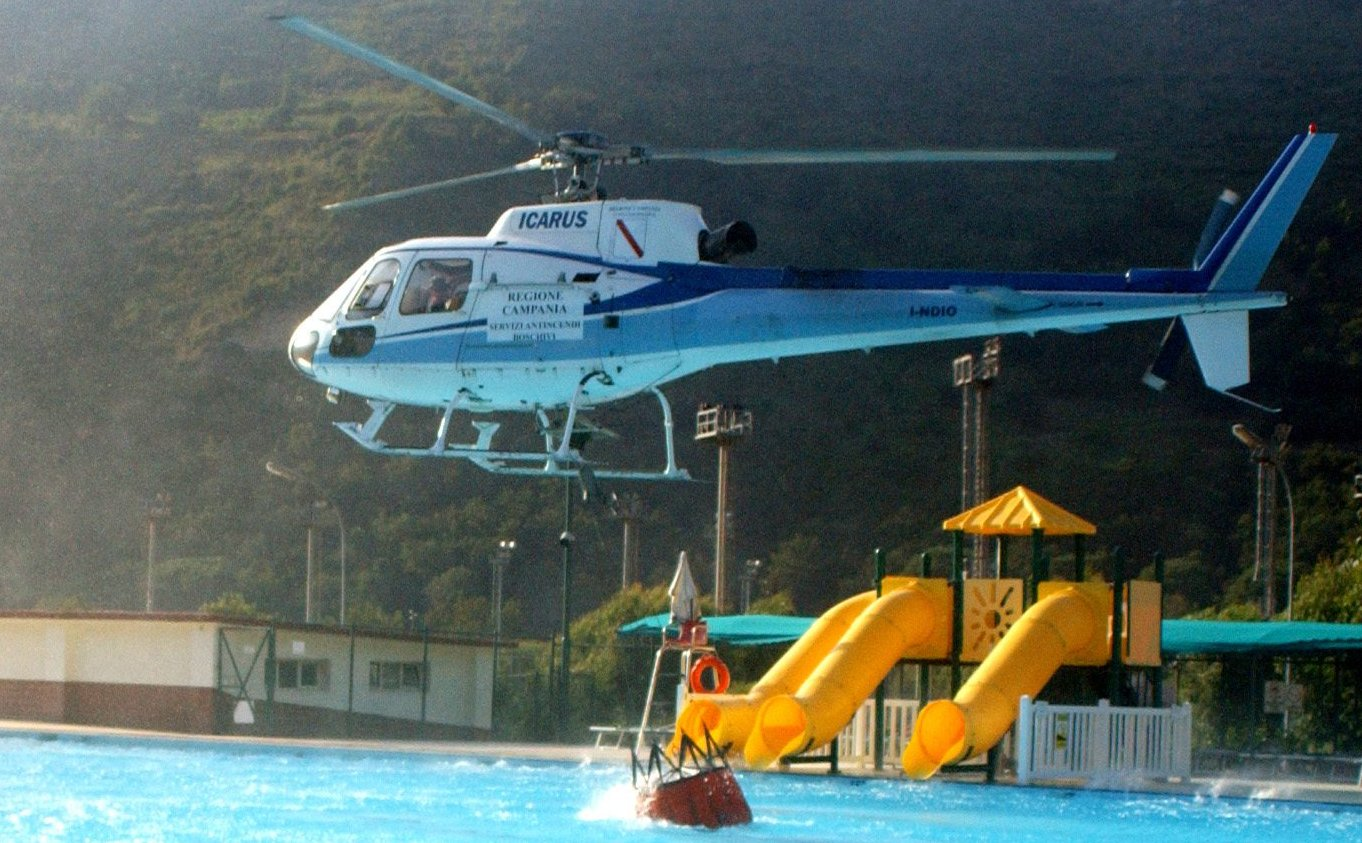
Un Eurocopter Ecureuil riempie il suo bucket in una piscina. Foto scattata nei pressi di Napoli nel 2007

### Helitack
Il termine "helitack" apparve per la prima volta sul Los Angeles Times nel 1956, per descrivere il primo di una serie di test effettuati al fine di valutare le possibilità operative degli elicotteri nella lotta antincendio.

### Helibase
L'helibase è il posto dove gli elicotteri vengono ospitati quando non si trovano in volo, dove viene effettuata la manutenzione e tutte le operazioni necessarie per garantire il corretto funzionamento. Normalmente la helibase si trova nei pressi di un aeroporto, ma non di rado quando gli elicotteri devono operare lontani da zone abitate, dove non ci sono aeroporti nelle vicinanze si utilizzano basi improvvisate, che verranno utilizzate per tutto il periodo dell'intervento per poi essere abbandonate definitivamente.

### Helispot
Un helispot è un punto il più vicino possibile alla zona di intervento  sul quale gli elicotteri possono atterrare o possono rifornirsi di  carburante o di liquido da rilasciare sulla zona interessata dall'incendio. Normalmente le attività di rifornimento, carico e scarico di attrezzi dall'elicottero su di un helispot vengono coordinate da un helispotmanager. Gli helispot possono poi essere spostati a seconda delle necessità e dell'evolversi dell'incendio. Tipicamente si utilizzano come helispot parcheggi, prati o ampi spazi liberi. Gli helispot vengono segnati sulle carte topografiche con delle H maiuscole all'interno di un cerchio affiancate da una o più cifre che indica il loro numero.

### Drop point
Un drop point, letteralmente punto di rilascio, è un punto che ha una funzione simile a quella degli helispot con la sola differenza che qui vengono scaricate le attrezzature e fatto scendere il personale per contrastare l'espandersi delle fiamme. Analogamente a quanto avviene per gli "helispot", questi si possono spostare nel corso dell'operazione e vengono segnati sulle carte con una "D" maiuscola accompagnata da una serie di cifre che indica il loro numero.
Abitualmente per "dropping" si intende il "lancio" o rilascio dell'acqua o liquido ritardante, in questa accezione il "Drop point" non è altro che il punto in cui il pilota sgancia l'acqua sul fronte del fuoco per abbattere le fiamme. L'ordine dei lanci ed il loro posizionamento rispetto all'incendio, sono stabiliti dal direttore delle operazioni di spegnimento D.O.S. in Italia, Incident Commander nei paesi che utilizzano l'ICS.

## Modus Operandi

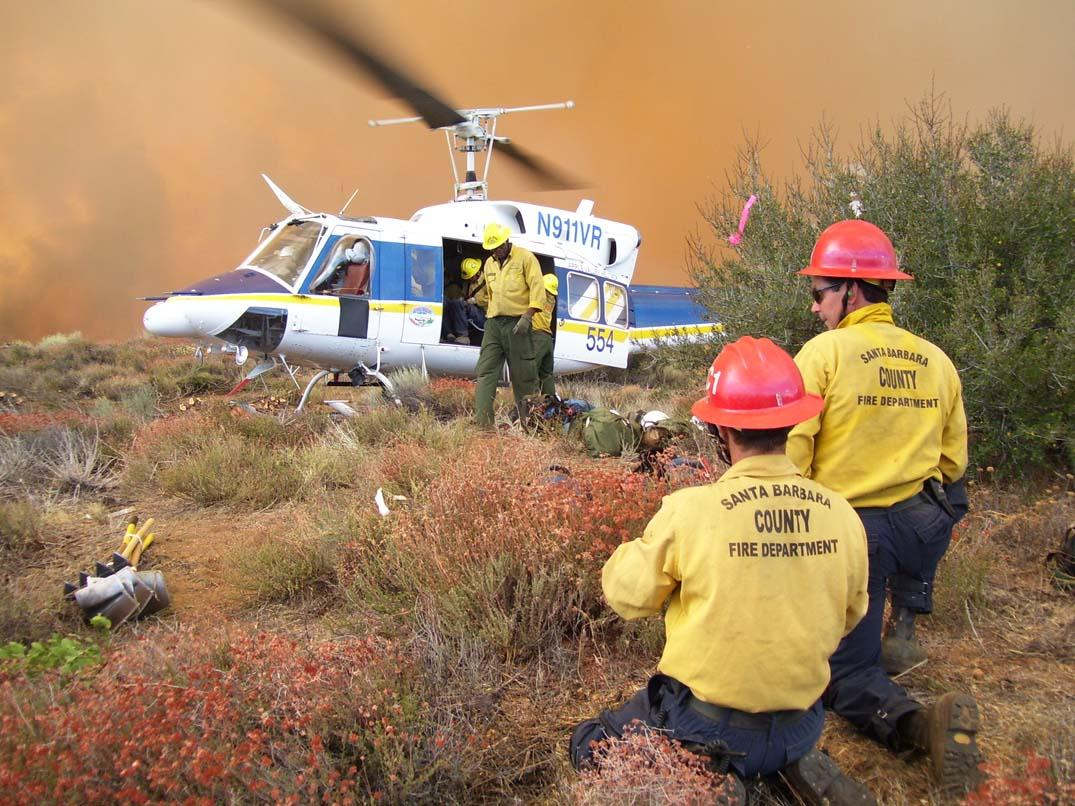
Bell 212 in servizio con i vigili del fuoco di Santa Barbara California

Normalmente durante un "helitack" l'elicottero trasporta una squadra di vigili del fuoco nella zona interessata dall'incendio, portando la squadra di vigili del fuoco in testa alla zona nella quale si dovrebbero espandere le fiamme. Così mentre la squadra a terra cerca di preparare una "via tagliafuoco" l'elicottero dotato di un "bucket" (secchio o benna) attaccato al gancio baricentrico dell'aeromobile, può rallentare l'espandersi delle fiamme.
In zone dove il territorio è molto impervio o la vegetazione è troppo fitta per permettere all'elicottero di atterrare, la squadra di vigili del fuoco può essere calata grazie all'ausilio del verricello mentre l'elicottero rimane fermo in hovering sopra il punto di rilascio.
Gli elicotteri possono anche essere utilizzati per creare degli incendi controllati e creare delle vie tagliafuoco.
Infine, nel caso vi fosse necessità di evacuare dei vigili del fuoco feriti o una squadra a terra in difficoltà, gli elicotteri possono garantire un intervento tempestivo che nessun altro aeromobile potrebbe garantire.

## Storia

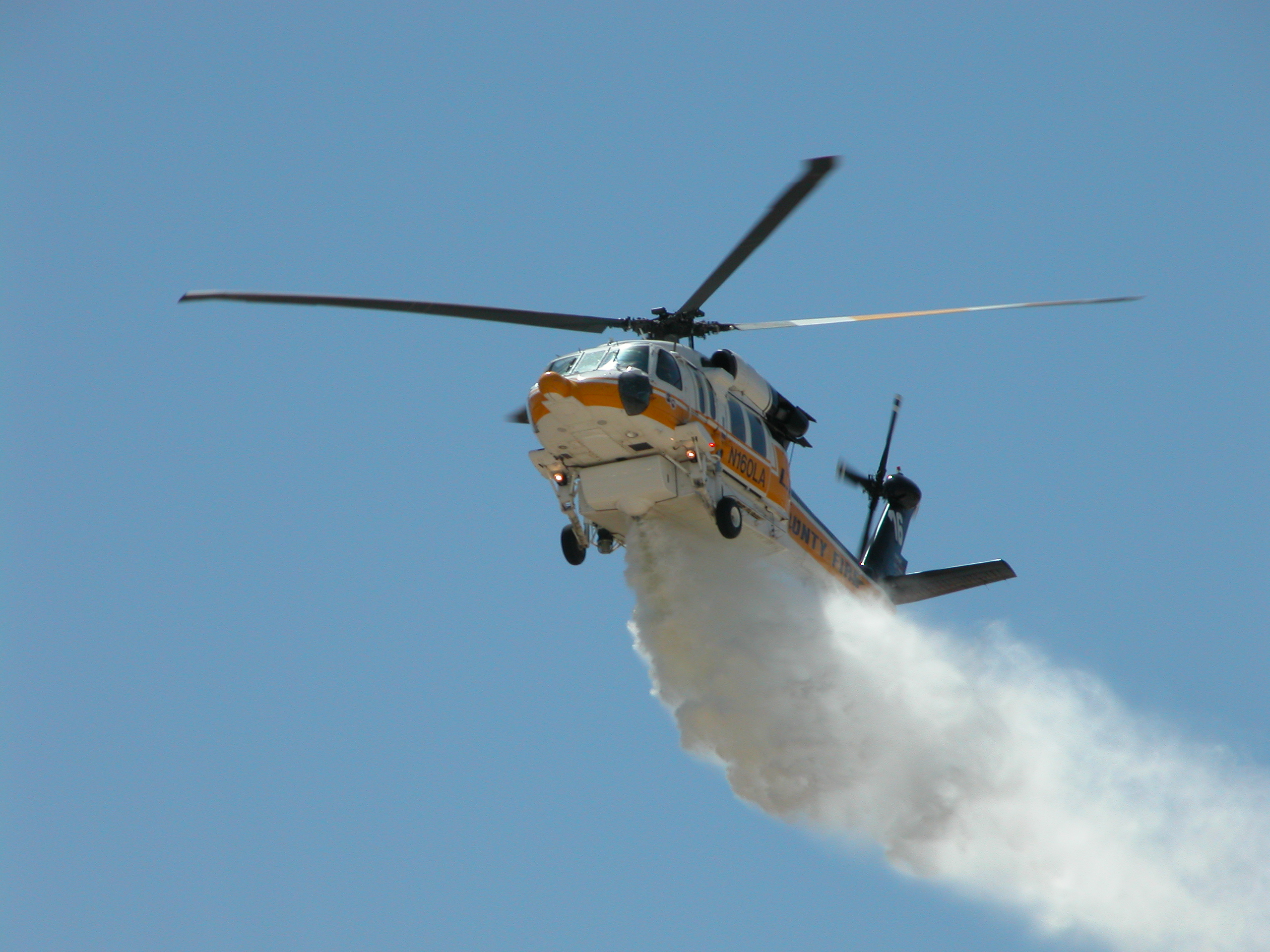
Un sikorsky S-70 mentre lancia dell'acqua

Gli elicotteri vennero utilizzati nella lotta antincendio a partire dal 1947, quando furono impiegati per la prima volta in California. Inizialmente il loro compito era quello di dare supporto logistico alle squadre a terra, mentre il primo intervento antincendio nel quale partecipò un elicottero in modo attivo nelle operazioni di spegnimento delle fiamme, fu nel 1957, quando il Los Angeles County Fire Department si dotò di un Bell 47.
La prima benna antincendio fu poi probabilmente sviluppata da Henry Stevenson per conto della Jim Grady of Okanagan Helicopters a metà degli anni cinquanta, con il primo sgancio di acqua effettuato nel 1962. Questo primo "bucket" aveva una capacità di carico di 45 galloni con una porta a botola sul fondo.
A partire dagli anni sessanta la California Division of Forestry anche nota con il nome di California Department of Forestry iniziò a testare una serie di modelli di benne con dimensioni che andavano fino a 105 galloni sempre portati da un Bell-47.
Il primo elicottero ad essere utilizzato in modo intensivo in questo ruolo anche negli Stati Uniti fu l'Alouette III, che oltre alla benna poteva anche trasportare una squadra di tre vigili del fuoco.

## Equipaggiamento

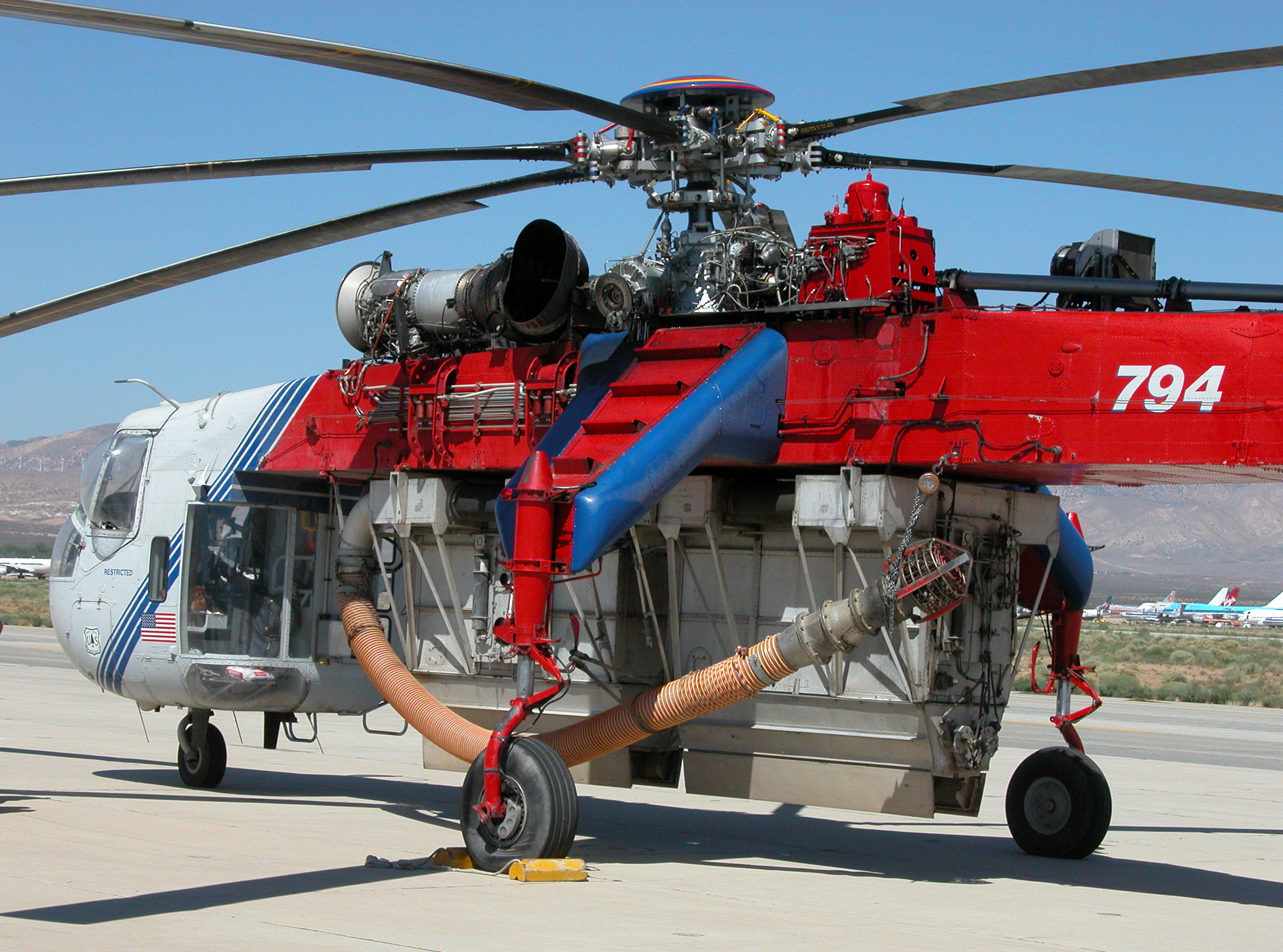
S-64 Skycrane, si noti lo snorkel per riempire il serbatoio d'acqua.

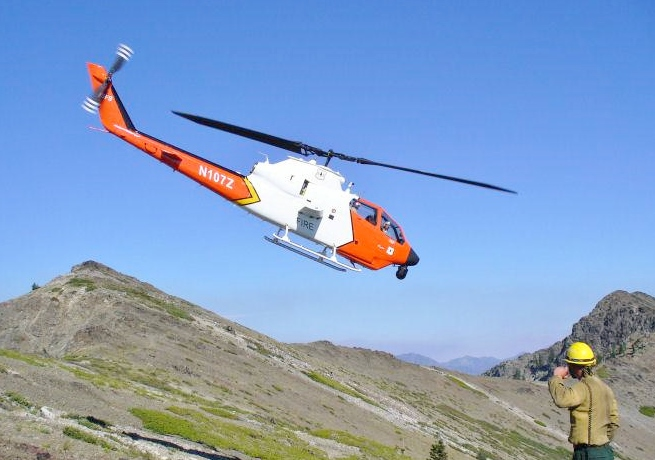
Ex AH-1 Cobra in servizio ora con il U.S. Forest service

Gli elicotteri utilizzati per la lotta agli incendi boschivi sono normalmente elicotteri multiruolo che possono vantare sia una discreta capacità di carico che la possibilità di trasportare una squadra di vigili del fuoco grazie alla loro cabina spaziosa.
Molto spesso per questo compito vengono utilizzate diverse versioni del UH-1 Huey, noto anche con il nome di Bell 205. Non di rado vengono poi impiegate versioni più aggiornate del Bell 205, quali il Bell 212. Negli Stati Uniti viene anche impiegato abbastanza frequentemente il Sikorsky S-58 o il Sikorsky S-70 Firehawk, che non è altro che una versione civile del UH-60 Blackhawk.
Elicotteri di dimensioni inferiori quali il Bell 206 o l'AS 350 Astar vengono utilizzati per compiti di precisione, quando si devono proteggere dalle fiamme singoli edifici o singole strutture.
Elicotteri di grandi dimensioni quali il S-64 Skycrane, capaci di trasportare più di 3000 galloni, vengono invece usati solo di rado per trasportare squadre di vigili del fuoco e operano quindi normalmente solo come "Airtanker". Quando si rende necessario trasportare un elevato numero di vigili del fuoco in una determinata zona si preferisce ricorrere all'aiuto di un Boeing CH-47 Chinook, che può trasportare fino a 44 persone.
I serbatoi dove caricare l'acqua o il liquido ritardante possono poi essere montati in modo fisso sull'elicottero, o rimossi quando non più necessari. I serbatoi possono poi essere riempiti a terra o direttamente in volo come avviene con i S-64 Skycrane, che prelevano l'acqua da fiumi e laghi con l'ausilio di uno o più snorkel.
Da alcuni anni a questa parte vengono anche impiegati dei AH-1 Cobra di seconda mano che sono stati radiati dal servizio nella US-Army e che vengono utilizzati nel servizio di sorveglianza. Questi apparecchi opportunamente modificati e dotati di sensori per la radiazione infrarossa, vengono utilizzati per trovare possibili focolai prima che diano luogo ad un incendio.